# 스플리트

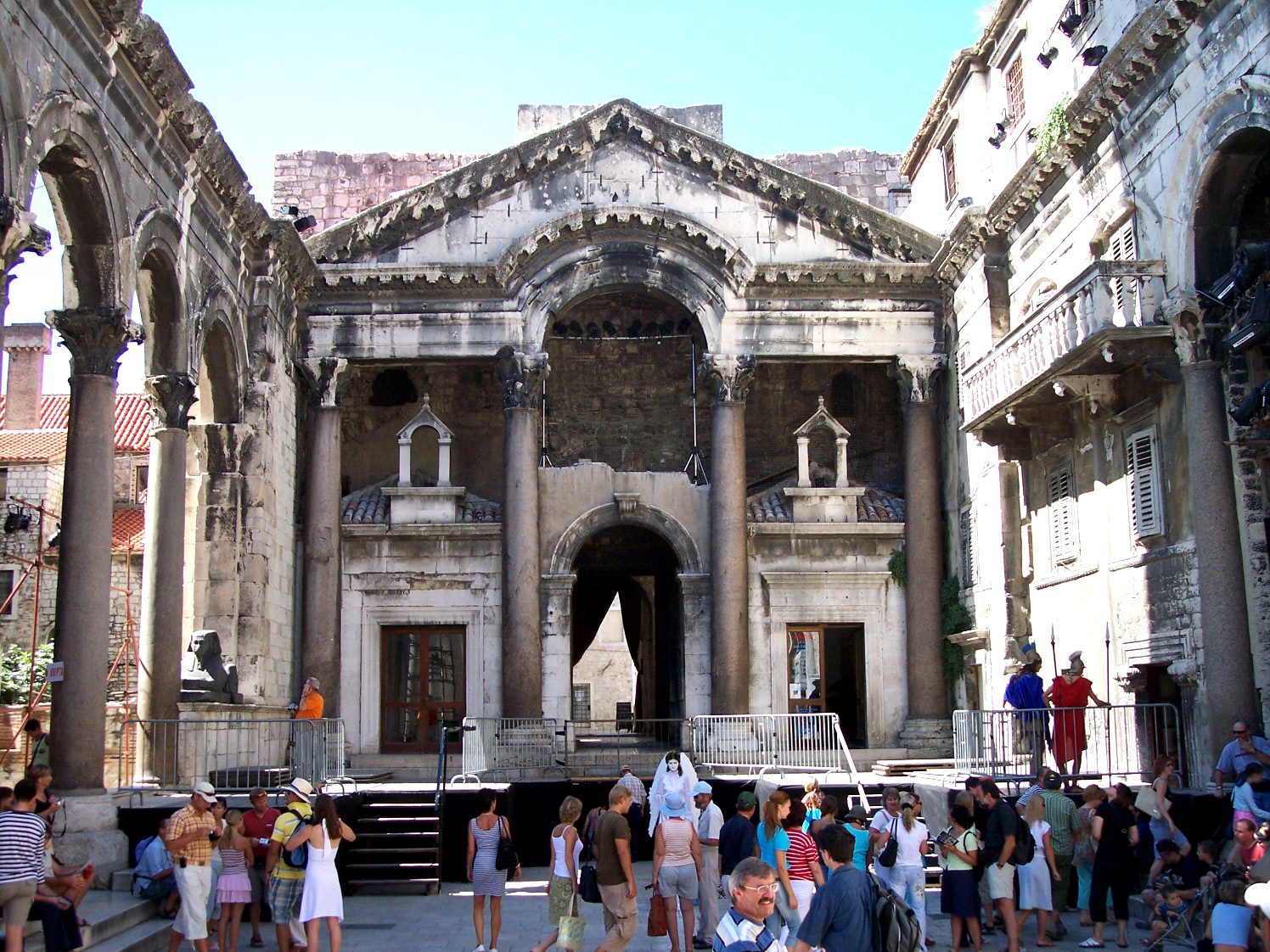
디오클레티아누스 궁전

스플리트(크로아티아어: Split)는 크로아티아 서남부 스플리트달마티아주에 있는 도시이다. 인구 221,456(2007). 아드리아해와 마주하는 항구 도시이며, 크로아티아에서 수도 자그레브 다음으로 큰 도시이다.
스플리트는 역사가 깊은 도시로, 기원전 그리스의 거주지로 건설되었다. 그 후 로마 황제 디오클레티아누스가 황제 자리에서 물러난 후 305년 이 곳에 거대한 궁전을 지어 본격적으로 도시로 발전하였다. 7세기에 슬라브족이 이 곳으로 들어와 궁전에 정착하였다. 그 후 여러 시대를 거치면서 궁전은 비잔틴, 고딕 건축 양식 등의 화려한 모습으로 바뀌었다.
제1차 세계대전 후 리예카가 잠시 이탈리아로 넘어간 후 스플리트는 유고슬라비아 왕국에서 가장 중요한 항구도시로 개발되어 근대적인 항만시설이 갖추어졌고 달마티아 지방의 중심지로 발전하였다. 제2차 세계대전 때는 폭격의 피해를 받지 않아 귀중한 유적들이 보존되었다.
유네스코 세계문화유산으로 등록된 디오클레티아누스 궁전을 비롯한 옛 유적이 많아 관광객이 많이 몰려든다. 기후가 온화하고 디나르알프스산맥과 아드리아해가 조화를 이룬 경치가 아름다워 휴양지로도 유명하다.

## 인구
| 연도        | 인구    | ±%     |
| ----------- | ------- | ------ |
| 1857        | 12,417  | —      |
| 1869        | 14,587  | +17.5% |
| 1880        | 16,883  | +15.7% |
| 1890        | 18,483  | +9.5%  |
| 1900        | 21,925  | +18.6% |
| 1910        | 25,103  | +14.5% |
| 1921        | 29,155  | +16.1% |
| 1931        | 40,029  | +37.3% |
| 1948        | 54,187  | +35.4% |
| 1953        | 64,874  | +19.7% |
| 1961        | 85,374  | +31.6% |
| 1971        | 129,203 | +51.3% |
| 1981        | 176,303 | +36.5% |
| 1991        | 200,459 | +13.7% |
| 2001        | 188,694 | −5.9%  |
| 2011        | 178,102 | −5.6%  |
| census data |         |        |

## 기후
| 스플리트의 기후                                             | 스플리트의 기후 | 스플리트의 기후 | 스플리트의 기후 | 스플리트의 기후 | 스플리트의 기후 | 스플리트의 기후 | 스플리트의 기후 | 스플리트의 기후 | 스플리트의 기후 | 스플리트의 기후 | 스플리트의 기후 | 스플리트의 기후 | 스플리트의 기후 |
| 월                                                          | 1월             | 2월             | 3월             | 4월             | 5월             | 6월             | 7월             | 8월             | 9월             | 10월            | 11월            | 12월            | 연간            |
| ----------------------------------------------------------- | --------------- | --------------- | --------------- | --------------- | --------------- | --------------- | --------------- | --------------- | --------------- | --------------- | --------------- | --------------- | --------------- |
| 역대 최고 기온 °C (°F)                                      | 17.4 (63.3)     | 22.3 (72.1)     | 24.3 (75.7)     | 27.7 (81.9)     | 33.2 (91.8)     | 38.1 (100.6)    | 38.6 (101.5)    | 38.5 (101.3)    | 34.2 (93.6)     | 27.9 (82.2)     | 25.8 (78.4)     | 18.6 (65.5)     | 38.6 (101.5)    |
| 일평균 최고 기온 °C (°F)                                    | 10.7 (51.3)     | 11.5 (52.7)     | 14.5 (58.1)     | 18.4 (65.1)     | 23.4 (74.1)     | 28.1 (82.6)     | 31.0 (87.8)     | 30.9 (87.6)     | 25.4 (77.7)     | 20.5 (68.9)     | 15.6 (60.1)     | 11.8 (53.2)     | 20.2 (68.3)     |
| 일일 평균 기온 °C (°F)                                      | 8.2 (46.8)      | 8.7 (47.7)      | 11.3 (52.3)     | 14.9 (58.8)     | 19.7 (67.5)     | 24.2 (75.6)     | 26.8 (80.2)     | 26.8 (80.2)     | 21.7 (71.1)     | 17.4 (63.3)     | 13.1 (55.6)     | 9.4 (48.9)      | 16.8 (62.3)     |
| 일평균 최저 기온 °C (°F)                                    | 5.9 (42.6)      | 6.0 (42.8)      | 8.5 (47.3)      | 11.8 (53.2)     | 16.1 (61.0)     | 20.2 (68.4)     | 22.8 (73.0)     | 22.9 (73.2)     | 18.4 (65.1)     | 14.7 (58.5)     | 10.8 (51.4)     | 7.2 (45.0)      | 13.8 (56.8)     |
| 역대 최저 기온 °C (°F)                                      | −9.0 (15.8)     | −8.1 (17.4)     | −6.6 (20.1)     | 0.3 (32.5)      | 4.8 (40.6)      | 9.1 (48.4)      | 13.0 (55.4)     | 11.2 (52.2)     | 8.8 (47.8)      | 3.8 (38.8)      | −4.5 (23.9)     | −6.3 (20.7)     | −9.0 (15.8)     |
| 평균 강수량 mm (인치)                                       | 72.7 (2.86)     | 63.8 (2.51)     | 58.4 (2.30)     | 62.0 (2.44)     | 57.8 (2.28)     | 49.2 (1.94)     | 24.6 (0.97)     | 31.7 (1.25)     | 82.3 (3.24)     | 79.6 (3.13)     | 119.8 (4.72)    | 98.7 (3.89)     | 800.6 (31.53)   |
| 평균 강수일수 (≥ 0.1 mm)                                    | 10.5            | 9.4             | 9.6             | 10.4            | 9.4             | 7.8             | 5.1             | 4.6             | 8.2             | 9.3             | 11.7            | 11.9            | 107.9           |
| 평균 강설일수                                               | 0.3             | 0.6             | 0.3             | 0               | 0               | 0               | 0               | 0               | 0               | 0               | 0.1             | 0.2             | 1.5             |
| 평균 상대 습도 (%)                                          | 61              | 59              | 59              | 59              | 56              | 53              | 49              | 51              | 58              | 63              | 65              | 61              | 58              |
| 평균 월간 일조시간                                          | 139.5           | 151.7           | 195.1           | 221.5           | 277.9           | 317.8           | 358.7           | 335.0           | 246.3           | 197.8           | 129.3           | 127.9           | 2,698.5         |
| 가능 일조율                                                 | 47              | 55              | 54              | 56              | 65              | 72              | 81              | 79              | 70              | 61              | 50              | 48              | 63              |
| 출처 1: 세계기상기구 (평년값: 1991년~2020년)                |                 |                 |                 |                 |                 |                 |                 |                 |                 |                 |                 |                 |                 |
| 출처 2: 크로아티아 기상수문국 (일조율, 극값: 1948년~2019년) |                 |                 |                 |                 |                 |                 |                 |                 |                 |                 |                 |                 |                 |

## 관광
- 디오클레티아누스 궁전(Dioklecijanova palača)
- 디오클레티아누스 수도교(Dioklecijanov akvadukt)
- 마르얀 산(Marjan)
- 프로이트 주거지
- 성 도미니우스 성당(Katedrala Svetog Duje)

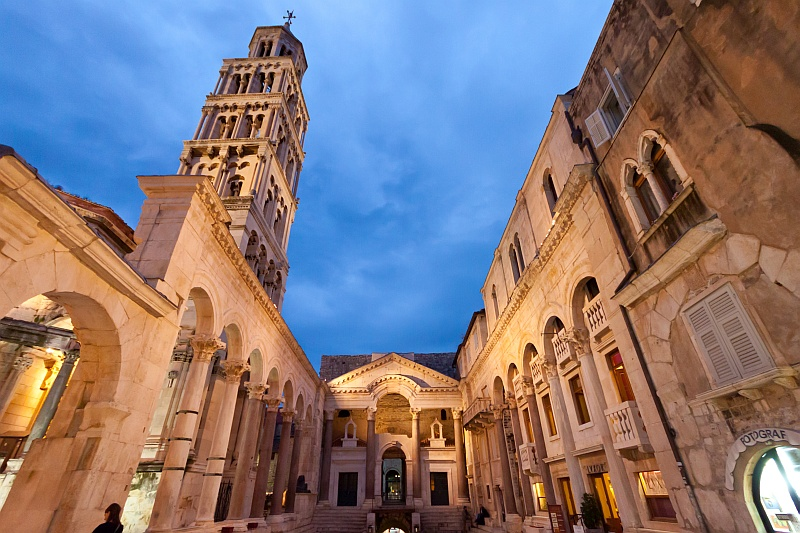
디오클레티아누스 궁전
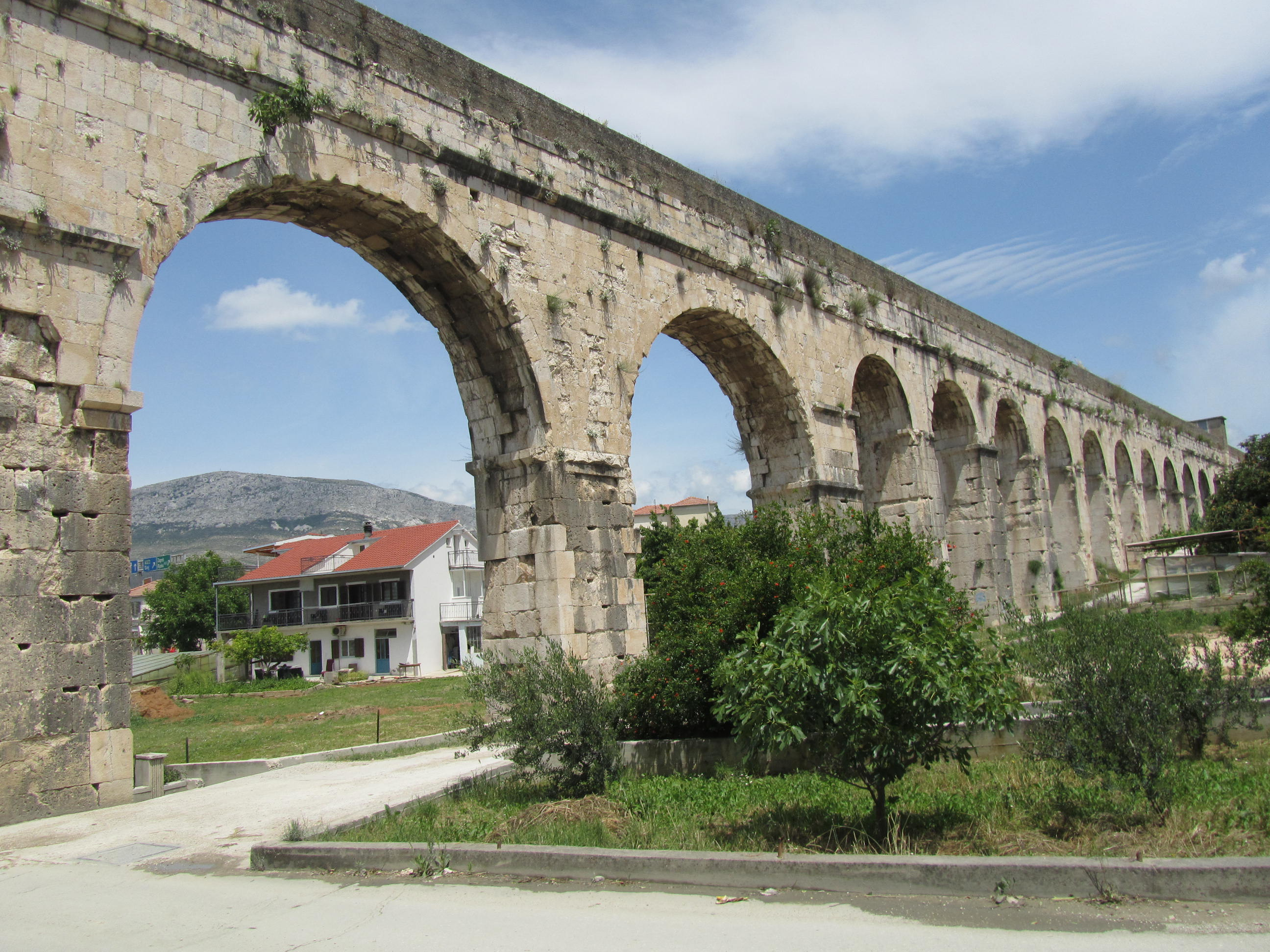
디오클레티아누스 수도교
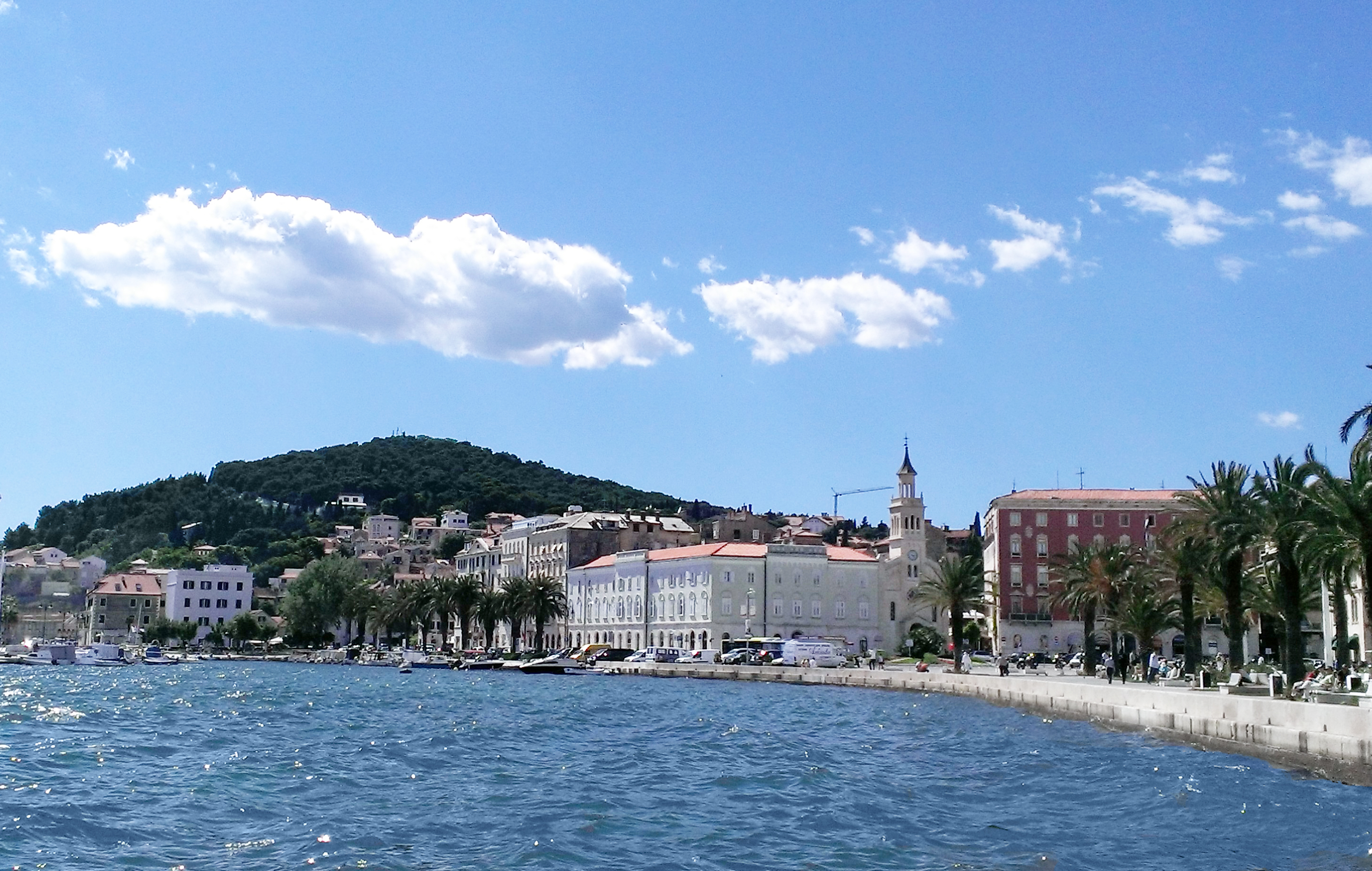
리바거리에서 바라본 마르얀 산
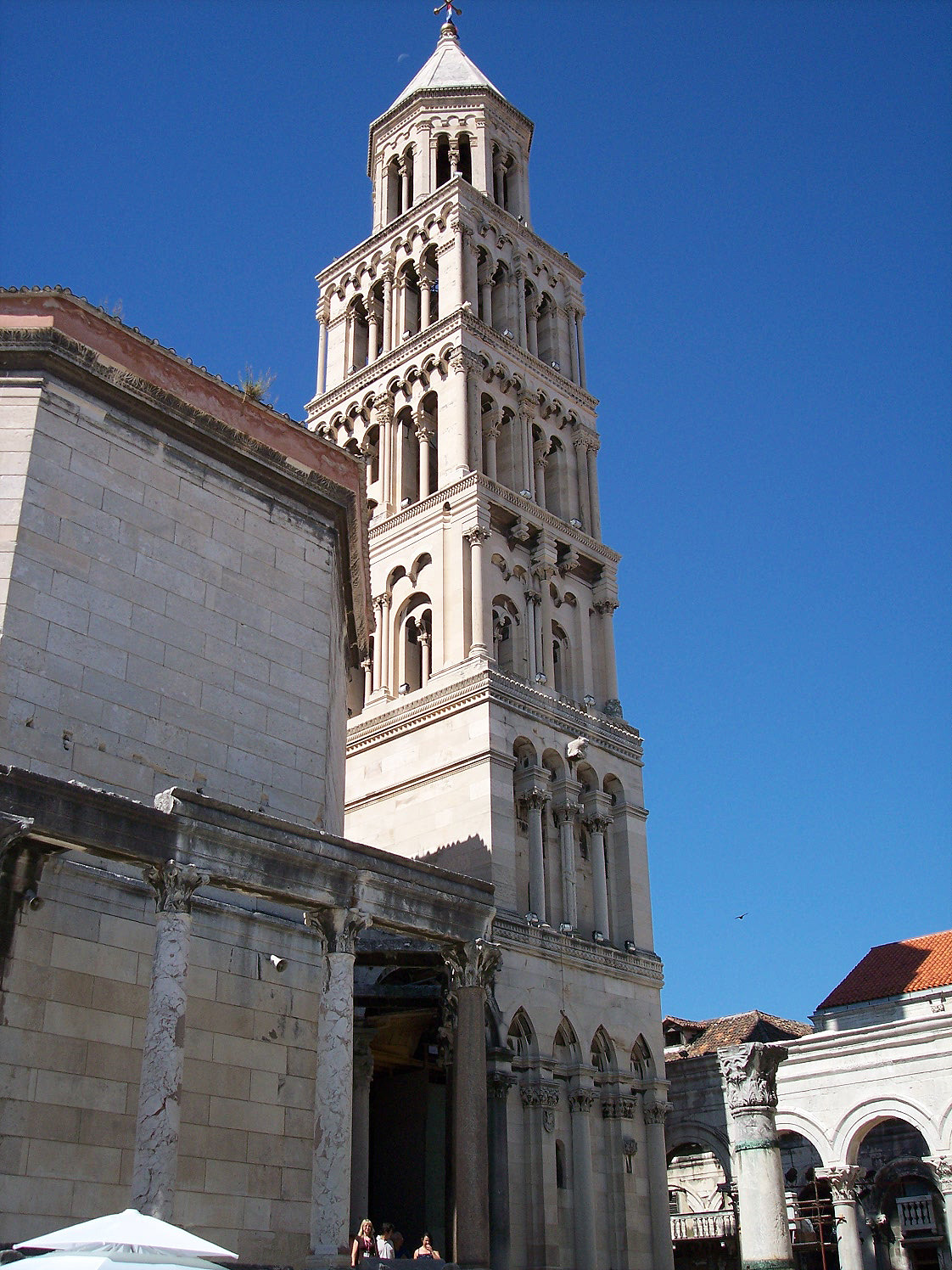
성 도미니우스 성당

## 같이 보기
- 달마티아
- 디오클레티아누스 궁전
- 스플리트달마티아주
- 스타토 다 마르